# Giro de Lombardía 1955
El Giro de Lombardía 1955 fue la 49.ª edición de la Giro de Lombardía. Esta carrera ciclista organizada por La Gazzetta dello Sport se disputó el 23 de octubre de 1955 con salida y llegada a Milán después de un recorrido de 222 km.
El italiano Cleto Maule (Torpado) gana delante del belga Fred De Bruyne (Mercier-Hutchinson) y de su compañero de equipo Angelo Conterno.

## Desarrollo
Los corredores del equipo Torpado Cleto Maule y Angelo Conterno se escaparon en Segrino (55 km a meta). Por la cumbre de Madonna del Ghisallo tienen 12 segundos sobre René Privat y 33 segundos sobre Pasquale Fornara y Fred De Bruyne. Fornara se descuelga por avería.
A continuación se forma un grupo en persecución de los dos hombres de cabeza formado por Antonio Uliana, Franco Aureggi, Remo Bartalini, Danilo Barozzi, Walter Serena, René Privat y Fred De Bruyne que consigue la neutralización. Así, la prueba se decide al esprint en el Velódromo Vigorelli donde se impone Cleto Maule.
El pelotón llega un minuto después pero es parado a las puertas del velódromo para que no molestaran a los corredores que disputan en aquel momento la victoria al esprint. Louison Bobet se encuentra en este segundo grupo y, como denuncia, no firma en libro de llegada por lo cual es desclasificado.

## Clasificación general
| Posición | Ciclista        | Equipo             | Tiempo   |
| -------- | --------------- | ------------------ | -------- |
| 1        | Cleto Maule     | Torpado            | 5h44'27" |
| 2        | Fred de Bruyne  | Mercier-Hutchinson | s.t.     |
| 3        | Angelo Conterno | Torpado            | s.t.     |
| 4        | Antonio Uliana  | Leo-Chlorodont     | s.t.     |
| 5        | René Privat     | Mercier-Hutchinson | s.t.     |
| 6        | Franco Aureggi  | Legnano            | s.t.     |
| 7        | Remo Bartalini  | Frejus             | s.t.     |
| 8        | Danilo Barozzi  | Atala              | s.t.     |
| 9        | Walter Serena   | Leo-Chlorodont     | s.t.     |
| 10       | Marcel Janssens | Elvé-Peugeot       | a 24"    |